# タイム (2020年の映画)
『タイム』（Time）は、ギャレット・ブラッドリー製作・監督による2020年のアメリカ合衆国のドキュメンタリー映画である。60年の懲役刑を科せられた夫ロブの釈放のために戦うシビル・フォックス・リチャードソンがとらえられている。
2020年1月25日にサンダンス映画祭でワールド・プレミアが行われ、米国ドキュメンタリー監督賞を受賞した。2020年10月9日にアメリカで劇場公開された後、2020年10月16日にアマゾン・スタジオよりプライム・ビデオでデジタル配信された。

## プロット
映画は6人の子の母親であるシビル・フォックス・リチャードソン（通称フォックス・リッチ）が銀行強盗のためにルイジアナ州立刑務所で60年の懲役刑が科せられた夫ロブの釈放を求めて戦う様子がとらえられている。リッチ自身もまた共犯のために3年半服役した。映画はオリジナル映像とホームビデオを組み合わせて構成されている。

## 製作
ブラッドリーは短編映画『Alone』に取り組んでいた2016年にリッチと出会った。ブラッドリーは当初は短編ドキュメンタリーにするつもりだったが、撮影が終わった際にリッチは彼女に過去18年間を記録した約100時間のホームビデオを含むミニDVのテープのバッグを渡した。その段階でブラッドリーは長編に路線変更した。
撮影はソニーのFS7カメラで行われ、白黒映画として仕上がった。映画は2019年のサンダンス・ドキュメンタリー・エディット&ストーリー・ラブに選ばれた。映画音楽はジェイミーソン・ショーとエドウィン・モントゴメリーが作曲し、また1960年代に収録されたエマホイ・ツェゲ＝マリアム・ゴブルーの曲も使われている。プロデューサーはブラッドリー、ケレン・クイン、ローレン・ドミノが務めた。ローレン・パウエル＝ジョブズ、デイビス・グッゲンハイム、キャスリーン・リンゴ、ニコール・ストット、ラディ・テイラーがエグゼクティブ・プロデューサー、ジョナサン・ジルバーベルクとシャノン・ディルが共同エグゼクティブ・プロデューサー、ダン・ジャンヴェイが共同プロデューサーを務めた。

## 公開
ワールド・プレミアは2020年1月25日にサンダンス映画祭で行われた。2020年2月にアマゾン・スタジオが配給権を獲得した。また2020年9月20日にニューヨーク映画祭で上映された。2020年10月9日に一般劇場で上映され、2020年10月16日にプライム・ビデオで配信された。

## 評価

### 批評家の反応
レビュー集計サイトのRotten Tomatoesでは116件のレビューで支持率は98%、平均点は8.6/10となり、「『タイム』はアメリカの司法制度の欠陥に対して強力なブロードサイドを提供し、ある家族が全ての可能性を諦めることを拒否したことを記録する」とまとめられた。Metacriticは23件のレビューで加重平均値は91/100と示された。

### 受賞とノミネート
2020年サンダンス映画祭でブラッドリーは米国ドキュメンタリー監督賞を受賞した。アフリカ系アメリカ人女性の同部門受賞は史上初であった。2020年のフル・フレーム・ドキュメンタリー映画祭ではドキュメンタリー研究センター映画製作者賞とチャールズ・E・グッゲンハイム振興芸術家賞を受賞した。2020年のアッシュランド・インディペンデント映画祭ではジェームズ・ブルー賞を受賞した。
| 映画祭・賞                                         | 授賞式開催日   | 部門                       | 対象                                                               | 結果       | 参照   |
| -------------------------------------------------- | -------------- | -------------------------- | ------------------------------------------------------------------ | ---------- | ------ |
| アカデミー賞                                       | 2021年4月25日  | 長編ドキュメンタリー映画賞 | ギャレット・ブラッドリー、ケレン・クイン、ローレン・ドミノ         | ノミネート | [ 24 ] |
| インディペンデント・スピリット賞                   | 2021年4月22日  | ドキュメンタリー作品賞     | 『タイム』                                                         | ノミネート | [ 25 ] |
| クリティクス・チョイス・ドキュメンタリー・アワード | 2020年11月16日 | ドキュメンタリー賞         | ドキュメンタリー賞                                                 | ノミネート | [ 26 ] |
| クリティクス・チョイス・ドキュメンタリー・アワード | 2020年11月16日 | ナレーション賞             | フォックス・リッチ                                                 | ノミネート | [ 26 ] |
| クリティクス・チョイス・ドキュメンタリー・アワード | 2020年11月16日 | 監督賞                     | ギャレット・ブラッドリー                                           | ノミネート | [ 26 ] |
| クリティクス・チョイス・ドキュメンタリー・アワード | 2020年11月16日 | リビング・サブジェクト賞   | フォック・リッチ                                                   | 受賞       | [ 26 ] |
| ゴッサム・インディペンデント映画賞                 | 2021年1月11日  | ドキュメンタリー賞         | ドキュメンタリー賞                                                 | 受賞       | [ 27 ] |
| ゴッサム・インディペンデント映画賞                 | 2021年1月11日  | 観客賞                     | 観客賞                                                             | ノミネート | [ 27 ] |
| 国際ドキュメンタリー協会                           | 2021年1月16日  | 監督賞                     | ギャレット・ブラッドリー                                           | 受賞       | [ 28 ] |
| 国際ドキュメンタリー協会                           | 2021年1月16日  | 作品賞                     | 作品賞                                                             | ノミネート | [ 28 ] |
| 国際ドキュメンタリー協会                           | 2021年1月16日  | 撮影賞                     | ザック・マニュエル、ジャスティン・ズウェイファッハ、ニサ・イースト | ノミネート | [ 28 ] |
| ロサンゼルス映画批評家協会賞                       | 2020年12月20日 | ドキュメンタリー映画賞     | ドキュメンタリー映画賞                                             | 受賞       | [ 29 ] |
| ロサンゼルス映画批評家協会賞                       | 2020年12月20日 | 編集賞                     | ガブリエル・ローズ                                                 | 次点       | [ 29 ] |
| 全米映画批評家協会賞                               | 2021年1月9日   | ノンフィクション映画賞     | ノンフィクション映画賞                                             | 受賞       | [ 30 ] |
| ニューヨーク映画批評家協会賞                       | 2020年12月18日 | ノンフィクション映画賞     | ノンフィクション映画賞                                             | 受賞       | [ 31 ] |
| ロンドン映画批評家協会賞                           | 2021年2月7日   | ドキュメンタリー賞         | ドキュメンタリー賞                                                 | ノミネート | [ 32 ] |
| 黒人映画批評家協会賞                               | 2020年1月21日  | ドキュメンタリー賞         | ドキュメンタリー賞                                                 | 受賞       | [ 33 ] |
| シカゴ映画批評家協会賞                             | 2020年12月21日 | ドキュメンタリー賞         | ドキュメンタリー賞                                                 | ノミネート | [ 34 ] |
| サンダンス映画祭                                   | 2020年2月1日   | 米国ドキュメンタリー監督賞 | ギャレット・ブラッドリー                                           | 受賞       | [ 35 ] |
| サンダンス映画祭                                   | 2020年2月1日   | 審査員大賞                 | 審査員大賞                                                         | ノミネート | [ 35 ] |
| シネマ・アイ・オナーズ賞                           | 2021年3月9日   | アンフォゲッタブルズ賞     | フォックス・リッチ                                                 | 受賞       | [ 36 ] |
| シネマ・アイ・オナーズ賞                           | 2021年3月9日   | 観客賞                     | 観客賞                                                             | ノミネート | [ 36 ] |
| シネマ・アイ・オナーズ賞                           | 2021年3月9日   | 監督賞                     | ギャレット・ブラッドリー                                           | ノミネート | [ 36 ] |
| シネマ・アイ・オナーズ賞                           | 2021年3月9日   | 作曲賞                     | エドウィン・モントゴメリー、ジェイミーソン・ショー                 | ノミネート | [ 36 ] |
| シネマ・アイ・オナーズ賞                           | 2021年3月9日   | デビュー映画賞             | ギャレット・ブラッドリー                                           | 受賞       | [ 36 ] |
| シネマ・アイ・オナーズ賞                           | 2021年3月9日   | ノンフィクション映画賞     | ノンフィクション映画賞                                             | ノミネート | [ 36 ] |
| シネマ・アイ・オナーズ賞                           | 2021年3月9日   | 編集賞                     | ガブリエル・ローズ                                                 | 受賞       | [ 36 ] |
| 全米製作者組合賞                                   | 2021年3月24日  | ドキュメンタリー映画賞     | ローレン・ドミノ、ケレン・クイン、ギャレット・ブラッドリー         | ノミネート | [ 37 ] |